# John Warnock

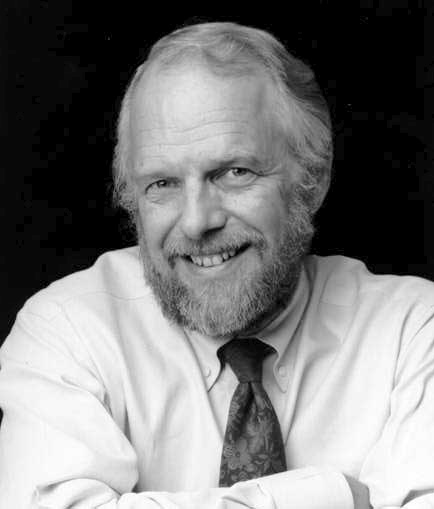
John Warnock (2008)

John Warnock (* 6. Oktober 1940 in Salt Lake City, Utah; † 19. August 2023) war ein US-amerikanischer Unternehmer. Er wurde zusammen mit Charles Geschke als Gründer von Adobe Inc. bekannt, einem Grafik- und Publishingsoftware-Unternehmen. Nach seiner Pensionierung als CEO im Jahr 2000 war er bis 2017 bei Adobe noch im Co-Vorsitz.

## Leben
Warnock erwarb den Bachelor of Science in Mathematik und Philosophie sowie den Master of Science in Mathematik, zudem war er Doctor of Philosophy in Elektrotechnik. Alle Titel bekam er an der University of Utah.
Vor der Gründung von Adobe arbeitete John Warnock ab 1978 bei Xerox PARC, wie auch Geschke. Da es den beiden nicht gelang, Xerox von Interpress als Seitenbeschreibungssprache zu überzeugen, verließen sie Xerox 1982 und gründeten Adobe Systems. In ihrem neuen Unternehmen entwickelten sie diese Seitenbeschreibungssprache weiter und vermarkteten sie unter dem Namen 
PostScript.

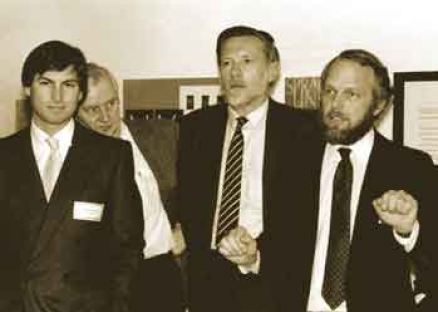
Steve Jobs (Apple), John Warnock (Adobe) und Charles Geschke (Adobe), 1980

Warnock war der Entwickler des Warnock-Algorithmus zur Verdeckungsberechnung in der Computergrafik.
Die von Robert Slimbach entworfene Adobe-Schrift Warnock wurde nach ihm benannt. 
Warnock starb am 19. August 2023 im Alter von 82 Jahren.

## Auszeichnungen
John Warnock und Chuck Geschke wurden im Oktober 2006 mit dem AeA Medal of Achievement ausgezeichnet. Sie sind die ersten Gründer eines Softwareunternehmens, welche die AeA-Medaille erhalten haben. Ebenso gemeinsam wurden sie 2008 in die American Academy of Arts and Sciences gewählt. Seit 2009 war er Mitglied der American Philosophical Society.